# John Wray (Schauspieler)
John Wray (* 13. Februar 1887 in Philadelphia, Pennsylvania als John Griffith Malloy; † 5. April 1940 in Los Angeles, Kalifornien) war ein US-amerikanischer Schauspieler.

## Leben
John Wray machte im Januar 1913 sein Debüt am Broadway 25-jährig in Der Kaufmann von Venedig. Bis zum Jahr 1935 war er an mindestens 16 weiteren Produktionen am Broadway beteiligt, dabei gelegentlich auch als Regisseur oder Autor. Ähnlich wie auch viele Bühnenschauspieler seiner Zeit zog es Wray in den Anfangsjahren des Tonfilms nach Hollywood, als dort spracherfahrene Schauspieler gesucht wurden. Seine heute vermutlich noch bekannteste Rolle hatte er gleich zu Beginn in dem Antikriegsfilm Im Westen nichts Neues. Darin verkörperte er Himmelstoß, im Zivilleben ein freundlicher Postbote, der während des Krieges zu einem sadistischen Armee-Ausbilder wird. 
Ebenfalls 1930 hatte Wray eine seiner wenigen Film-Hauptrollen als korrupter Politiker Mort Bradstreet in Czar of Broadway. Als Charakterdarsteller wurde er besonders oft auf hart wirkende oder schurkenhafte Figuren besetzt. Im Laufe der 1930er-Jahre nahm die Bedeutung und Größe seiner Rollen ab, dennoch blieb er ein vielbeschäftigter Nebendarsteller. 1936 verkörperte er in Frank Capras Tragikomödie Mr. Deeds geht in die Stadt einen hungernden Bauern, der beinahe eine Verzweiflungstat begeht. Ein Jahr später wurde er in einem kleinen Auftritt als Gefängnisdirektor in Fritz Langs Kriminalfilm Gehetzt eingesetzt. Insgesamt spielte er bis zu seinem frühen Tod in insgesamt über 80 Filmen.
Wray starb im Alter von 53 Jahren an einem Magenleiden. Er war verheiratet mit Florence Miller und hatte einen Sohn namens Jack. Beigesetzt wurde er auf dem Calvary Cemetery in Los Angeles.

## Filmographie (Auswahl)
- 1929: New York Nights
- 1930: Im Westen nichts Neues (All Quiet on the Western Front)
- 1930: Czar of Broadway
- 1931: Safe in Hell
- 1932: The Woman from Monte Carlo
- 1932: Ein ausgefuchster Gauner (High Pressure)
- 1932: Spiel am Abgrund (The Miracle Man)
- 1932: Doktor X (Doctor X)
- 1932: Jagd auf James A. (I Am a Fugitive from a Chain Gang)
- 1932: The Death Kiss
- 1934: Harold Lloyd, der Strohmann (The Cat’s-Paw)
- 1934: The Captain Hates the Sea
- 1935: Stadtgespräch (The Whole Town’s Talking)
- 1935: Stranded
- 1935: Männer ohne Namen (Men Without Names)
- 1935: Frisco Kid
- 1936: Mr. Deeds geht in die Stadt (Mr. Deeds Goes to Town)
- 1936: Poor Little Rich Girl
- 1936: The Devil Is a Sissy
- 1936: Die zweite Mutter (Valiant Is the Word for Carrie)
- 1937: Gehetzt (You Only Live Once)
- 1937: Geächtet (Outcast)
- 1937: Circus Girl
- 1938: The Black Doll
- 1938: Der gejagte Professor (Professor Beware)
- 1938: Piraten in Alaska (Spawn of the North)
- 1938: Teufelskerle (Boys Town)
- 1938: A Man to Remember
- 1939: Pacific Liner
- 1939: Almost a Gentleman
- 1939: Todesangst bei jeder Dämmerung (Each Dawn I Die)
- 1939: Golden Boy
- 1939: In den Klauen des Erpressers (Blackmail)
- 1939: Erbschaft um Mitternacht (The Cat and the Canary)
- 1939: Vom Winde verweht (Gone with the Wind)
- 1940: Die unvergessliche Weihnachtsnacht (Remember the Night)
- 1940: Die Insel der Verlorenen (Swiss Family Robinson)
- 1940: Hochzeit wider Willen (The Doctor Takes a Wife)